# Anolis naufragus
Anolis naufragus (ідальгський аноліс) — вид ігуаноподібних ящірок родини анолісових (Dactyloidae). Ендемік Мексики.

## Поширення і екологія
Ідальгські аноліси поширені від північного сходу Ідальго на південь до центрального Веракруса і крайньої півночі Пуебли, а також на півдні Пуебли. Вони живуть в гірських хмарних лісах, у вологих місцевостях поблизу водоспадів. Зустрічаються на висоті від 500 до 1600 м над рівнем моря.

## Збереження
МСОП класифікує цей вид як вразливий. Anolis naufragus загрожує знищення природного середовища.